# Edvard von Seth
Edvard Albert von Seth, född 23 augusti 1831 på Osbyholms slott i Hörby socken, Malmöhus län, död 25 december 1907 på Lyby säteri i Lyby socken, samma län, var en svensk militär.
Edvard von Seth var son till häradshövding Johan von Seth och Lovisa Sofia Cronacker samt farbror till Pehr von Seth. Han blev sergeant vid Skånska dragonregementet 1848, avlade studentexamen vid Lunds universitet samma år, linjeofficersexamen 1849, blev underlöjtnant vid Skånska dragonregementet 1849 och löjtnant där 1856. von Seth blev ledamot av styrelsen för Frosta härads sparbank 1858 och ordförande i bankens styrelse 1863. Han var ledamot av Malmöhus läns landsting 1863–1886. von Seth blev ryttmästare 1866, deltog i arméns fullmäktiges sammanträde 1878 och blev samma år vice ordförande i styrelsen för länssjukhuset i Hörby. Han blev major 1881, överstelöjtnant och premiärmajor 1882 och ordförande i styrelsen för Höör–Hörby Järnväg samma år. von Seth var 1886–1895 överste och chef för Skånska dragonregementet. Han blev 1897 verkställande direktör i Osbyholms aktiebolag. von Seth var ägare till Lyby säteri i Lyby socken samt till Karlsfält och häften av Timansskogen i Hörby socken. Han blev 1872 riddare, 1890 kommendör av andra klass och 1894 kommendör av första klass av Svärdsorden.